# Landschaftsschutzgebiet Auf dem Böhfelde

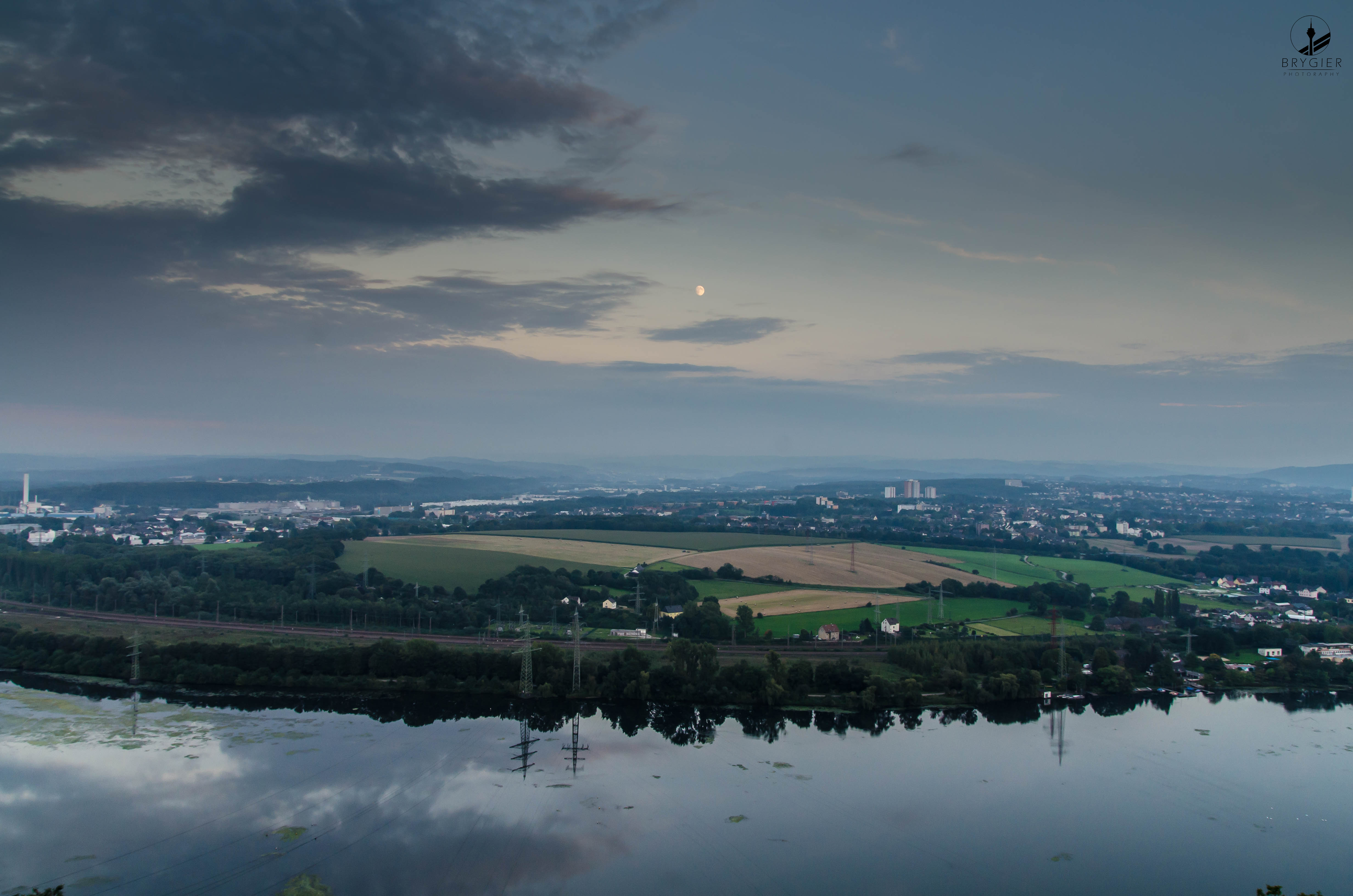
Landschaftsschutzgebiet Auf dem Böhfelde in Bildmitte

Das Landschaftsschutzgebiet Auf dem Böhfelde mit einer Flächengröße von 72,14 ha befindet sich auf dem Gebiet der kreisfreien Stadt Hagen in Nordrhein-Westfalen. Das Landschaftsschutzgebiet (LSG) wurde 1994 mit dem Landschaftsplan der Stadt Hagen vom Stadtrat von Hagen ausgewiesen. 

## Beschreibung
Das LSG grenzt im Norden an das Naturschutzgebiet Uhlenbruch. Im Nordwesten an den Rangierbahnhof Hengstey und im Westen an die Bebauung von Hengstey. Im Süden liegt die A 1 mit der Abfahrt Hagen-Nord. Im Osten liegt die L 704. Das LSG umfasst überwiegend landwirtschaftliche Flächen mit Äckern und Grünland.

## Schutzzweck
Laut Landschaftsplan erfolgte die Ausweisung „zur Erhaltung und Wiederherstellung der Leistungsfähigkeit des Naturhaushaltes, insbesondere durch seine Pufferungswirkung zum angrenzenden Naturschutzgebiet“.